# Crystal Palace F.C.
Crystal Palace er en engelsk fodboldklub fra det sydlige London. Klubben spiller i Premier League, Englands bedste fodboldrække.
Palace har haft en rivalisering med Wimbledon F.C., fordi begge klubber i en periode havde hjemmebane på Selhurst Park. I dag anses Brighton & Hove Albion som den primære rival, selv om også opgør mod Sydlondon-klubberne Millwall and Charlton Athletic har karakter af lokal rivalisering.
Crystal Palace har spillet i den bedste engelske række (1. division/Premier League) i perioderne 1969-73, 1979-81, 1989-93, 1994-95, 1997-98, 2004-05 og man vil i sæsonen 2013-14 igen spille i den bedste række, efter man slog Watford 1-0 i playoff-finalen på Wembley den 27. maj 2013. Klubbens bedste resultat nogensinde var en 3. plads i sæsonen 1990-91.
I FA-Cuppen har klubben nåede finalen i 1990, 2016 og 2025. I 2025 vandt de finale 1-0 over Manchester City og kvalificerede sig for første gang til Europa League
Både Per Bartram, (født 8. januar 1944, Odense), og Børge Thorup har spillet for klubben (Sæsonen 1969-70). Per Bartram spillede 12 kampe for Palace og scorede i alt tre mål, mens Børge Thorup blot optrådte i en enkelt kamp.

## Spillere
Oversigten er opdateret til og med 5. april 2025.
| Nr. | Land      | Position | Spiller              |
| --- | --------- | -------- | -------------------- |
| 1   | England   | MM       | Dean Henderson       |
| 2   | England   | FO       | Joel Ward            |
| 3   | England   | FO       | Tyrick Mitchell      |
| 5   | Frankrig  | FO       | Maxence Lacroix      |
| 6   | England   | FO       | Marc Guéhi           |
| 7   | Senegal   | AN       | Ismaïla Sarr         |
| 8   | Colombia  | MI       | Jefferson Lerma      |
| 9   | England   | AN       | Eddie Nketiah        |
| 10  | England   | MI       | Eberechi Eze         |
| 11  | Brasilien | MI       | Matheus Franca       |
| 12  | Colombia  | FO       | Daniel Muñoz         |
| 14  | Frankrig  | AN       | Jean-Philippe Mateta |

| Nr. | Land       | Position | Spiller         |
| --- | ---------- | -------- | --------------- |
| 17  | England    | FO       | Nathaniel Clyne |
| 18  | Japan      | MI       | Daichi Kamada   |
| 19  | England    | MI       | Will Hughes     |
| 20  | England    | MI       | Adam Wharton    |
| 21  | England    | MI       | Romain Esse     |
| 23  | England    | AN       | Malcolm Ebiowei |
| 25  | England    | FO       | Ben Chilwell    |
| 26  | USA        | FO       | Chris Richards  |
| 28  | Mali       | MI       | Cheick Doucouré |
| 30  | USA        | MM       | Matt Turner     |
| 31  | England    | MM       | Remi Matthews   |
| 34  | Marokko    | FO       | Chadi Riad      |
| 42  | England    | MI       | Kaden Rodney    |
| 55  | Nordirland | MI       | Justin Devenny  |
| 58  | England    | FO       | Caleb Kporha    |